# Kevork Malikyan
Kevork Malikyan (ur. 2 czerwca 1943 w Diyarbakır) – brytyjski aktor teatralny, telewizyjny i filmowy ormiańskiego pochodzenia.

## Życiorys
Urodził się w rodzinie ormiańskiej w Turcji. Po ukończeniu szkoły średniej dla ormiańskich chłopców w Stambule, w latach 60. podjął studia aktorskie w Wielkiej Brytanii. W 1968 wystąpił gościnnie w serialach Doktor Who i Święty. W kolejnych latach regularnie pojawiał się w stosunkowo niewielkich rolach w wielu serialach telewizyjnych i filmach kinowych, m.in. Midnight Express. Był wykorzystywany głównie jako aktor charakterystyczny, grający postaci rozmaitych Południowców, do czego miał znakomite warunki fizyczne: śródziemnomorskie rysy twarzy, ciemną karnację i czarne loki.
W latach 1977–1979 był członkiem stałej obsady sitcomu Mind Your Language, w którym wcielał się w postać Maxa, greckiego marynarza o szarmanckim sposobie bycia, który wraz z innymi cudzoziemcami uczęszcza na wieczorowy kurs angielskiego. W 1989 wystąpił w roli Kazima w amerykańskiej superprodukcji Indiana Jones i ostatnia krucjata. Do nowszych filmów z jego udziałem należą Lot Feniksa (2004), Renaissance (2006; rola dubbingowa) czy Uprowadzona 2 (2012). Pozostaje również aktywny w teatrze. W latach 2009–2010 występował w inscenizacji Księgi tysiąca i jednej nocy, przygotowanej przez Royal Shakespeare Company i wystawionej w The Courtyard Theatre w Stratford-upon-Avon.
W 2014 wystąpił w filmie Exodus: Bogowie i królowie jako Jetro.